# Trombone Shorty
Trombone Shorty, właśc. Troy Michael Andrews (ur. 2 stycznia 1986 w Nowym Orleanie) – puzonista i trębacz. Wykonuje jazz, funk i rap. Jest młodszym bratem trębacza i lidera zespołu Jamesa Andrewsa, a także wnukiem piosenkarza Jessiego Hilla. Troy Andrews zaczął grać na puzonie w wieku czterech lat, a od roku 2009 koncertuje z własnym zespołem Trombone Shorty & Orleans Avenue.

## Życie i kariera

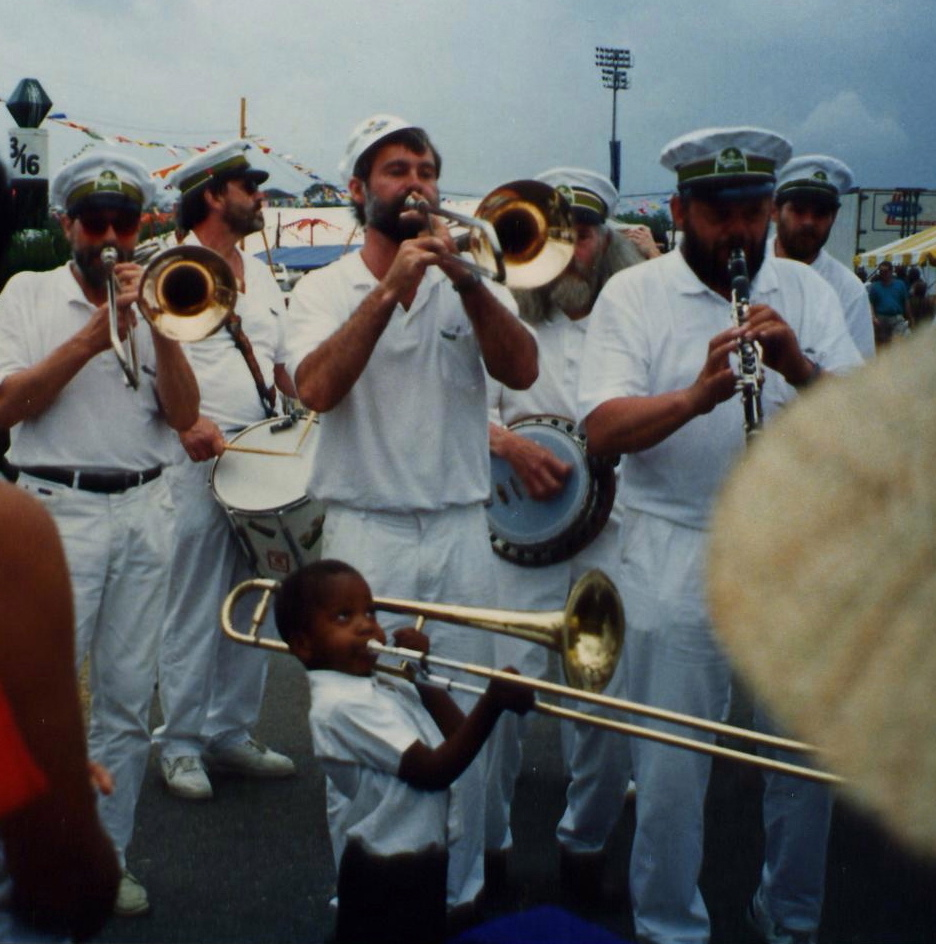
New Orleans Jazz & Heritage Festival, 1991: "Carlsberg Brass Band" z Danii z udziałem młodego Troya Andrewsa na puzonie

Andrews dorastał w Nowym Orleanie. Zaczął grać w orkiestrze dętej jako dziecko, stając się liderem zespołu w wieku sześciu lat.
Jako nastolatek Andrews był członkiem orkiestry dętej Stooges Brass Band, nagrywając z nią. Uczęszczał do New Orleans Center for the Creative Arts (NOCCA).
W 2005 roku Andrews był członkiem sekcji dętej grupy Lenny'ego Kravitza podczas światowej trasy koncertowej (także z grupą Aerosmith).
Sześć tygodni po powrocie wały przeciwpowodziowe w miasteczku uszkodził Huragan Katrina, więc niektórzy z miejscowych muzyków przenieśli się do Austin w Teksasie. Tam Troy nagrał płytę o nazwie Sing Me Back Home w Studio Wire z pomocą producentów Leo Sacksa i Raya Bardaniego. Andrews również wykonywał "Where Y'At" w ramach The Sixth Ward All-Star Brass Band Revue wraz z Charlesem Neville'em z The Neville Brothers.
W Londynie, w lecie 2006, Andrews rozpoczął współpracę z producentem Bobem Ezrinem i U2 w Abbey Road Studios. Związek ten umożliwił Andrewsowi  występy z U2 i Green Day podczas ponownego otwarcia nowoorleańskiego Superdome.
Pod koniec 2006 Andrews pojawił się w serialu telewizyjnym NBC Studio 60. NBC wydał wówczas jego darmowy singiel.
Na początku 2007 roku w Nowym Orleanie magazyn muzyczny "Offbeat" przyznał Andrewsowi tytuł Wykonawcy Roku. Zdobył on również wyróżnienie jako najlepszy współczesny Wykonawca Jazzu. Również w 2007 roku przyjął zaproszenie do współtworzenia Goin' Home: A Tribute to Fats Domino.
Od 2009 roku  zespół nazywa się Orleans Avenue. Grają mieszankę funku, popu i hip-hopu. Muzycy:
Mike Ballard na basie, Dan Oestreicher na saksofonie barytonowym, Tim McFatter na saksofonie tenorowym, Pete Murano na gitarze, Joey Peebles na perkusji, i Dwayne "Big D" Williams na instrumentach perkusyjnych.

## Dyskografia

### Nagrania studyjne
- It's About Time, 2003 (w ramach Stooges Brass Band)
- Trombone Shorty's Swingin' Gate, Louisiana Red Hot Records, 2002 (jako Troy Andrews)
- 12 & Shorty, Keep Swingin' Records, 2004 (jako James & Troy Andrews)
- The End of the Beginning, Treme Records, 2005 (jako The Troy Andrews Quintet)
- Trombone Shorty Meets Lionel Ferbos (jako Trombone Shorty & Lionel Ferbos)
- Orleans & Claiborne, Treme Records, 2005 (jako Troy "Trombone Shorty" Andrews & Orleans Avenue)
- Backatown, Verve Forecast Records, 2010 (jako Trombone Shorty)
- For True, Verve Forecast Records, 2011
- Say That to Say This, Verve Forecast Records, 2013

### Albumy koncertowe
- Live at the 2004 New Orleans Jazz & Heritage Festival, MunckMix, 2004 (jako Troy Andrews & Orleans Avenue)
- Live at the 2006 New Orleans Jazz & Heritage Festival, MunckMix, 2006 (jako Troy "Trombone Shorty" Andrews)
- Live at the 2007 New Orleans Jazz & Heritage Festival, MunckMix, 2007 (jako Troy "Trombone Shorty" Andrews)
- Live at the 2008 New Orleans Jazz & Heritage Festival, MunckMix, 2008 (jako Trombone Shorty & Orleans Avenue)[4]

### Występy gościnne
- 2012 – Merry Christmas, Baby – Cee Lo Green, CeeLo's Magic Moment
- 2012 – Merry Christmas, Baby  oraz Red-Suited Superman – Rod Stewart, Merry Christmas, Baby
- 2012 – Overnight –  Zac Brown Band, Uncaged (Atlantic Records/Southern Ground Artists)
- 2011 – Rock 'n' Roll Party (Honoring Les Paul) – Jeff Beck (Atlantic Records)
- 2010 – Cineramascope – Galactic
- 2008 – Tufflove – Galactic
- 2007 – Goin' Home: A Tribute to Fats Domino (Vanguard)
- 2007 – Marsalis Music Honors Bob French – Bob French (Marsalis Music)
- 2007 – Oh, My NOLA – Harry Connick Jr. (Sony/Columbia)
- 2006 – The Saints Are Coming – U2 i Green Day (Mercury Records). Track 2, "The Saints are Coming (Live from New Orleans)"
- 2006 – Hey Troy, Your Mama's Calling You oraz Where Y'At – The New Orleans Social Club (Burgundy Records/Honey Darling Records)
- 2004 – The Same Pocket, Vol. 1 – The BlueBrass Project (Meantime Lounge Records)

## Filmografia
- America's Heart and Soul, film dokumentalny (2004, Walt Disney Pictures)
- Make It Funky! (artyści z Nowego Orleanu) (2005, Sony Pictures Entertainment)
- Studio 60, odcinek "The Christmas Show" (2006, Warner Bros. Entertainment)
- Trombone Shorty, dokumentalny/krótki film (2008 FXF productions)
- Treme, HBO (2010–2011)